# Саворньян, Лючина
Лючи́на Саворнья́н (итал. Lucina Savorgnan; ? — 1543) — итальянская знатная дама, послужившая прообразом Джульетты в произведении Луиджи да Порто «Новонайденная история двух благородных влюблённых» (издано в 1530 году).

## Биография
О дате рождения Лючины, как и многих женщин её эпохи, сведений нет. В завещании своего отца Джакомо Саворньяна от 2 июня 1495 года она упоминается как старшая сестра Джованни Баттисты. У последнего также были старшая сестра Джулия и младший брат Пагано.
Джакомо погиб в 1498 году при обороне Пизы на службе Венецианской республики. Мать Мария Гриффони Саворньян вела тайную любовную переписку с Пьетро Бембо в 1500 — 1501 годах, и тот включил эту переписку в список своих работ.
Юную Лючину упоминает в своих записях Антонио Саворньян, видевший её на празднике в Удине вечером 26 февраля 1511 года, за день до резни на Жирный четверг:

… этим вечером в доме мадонны Марии Саворньян её дочь — девица мадонна Лючина танцевала, играла на клавесине, достойно пела; и были там танцы допоздна.

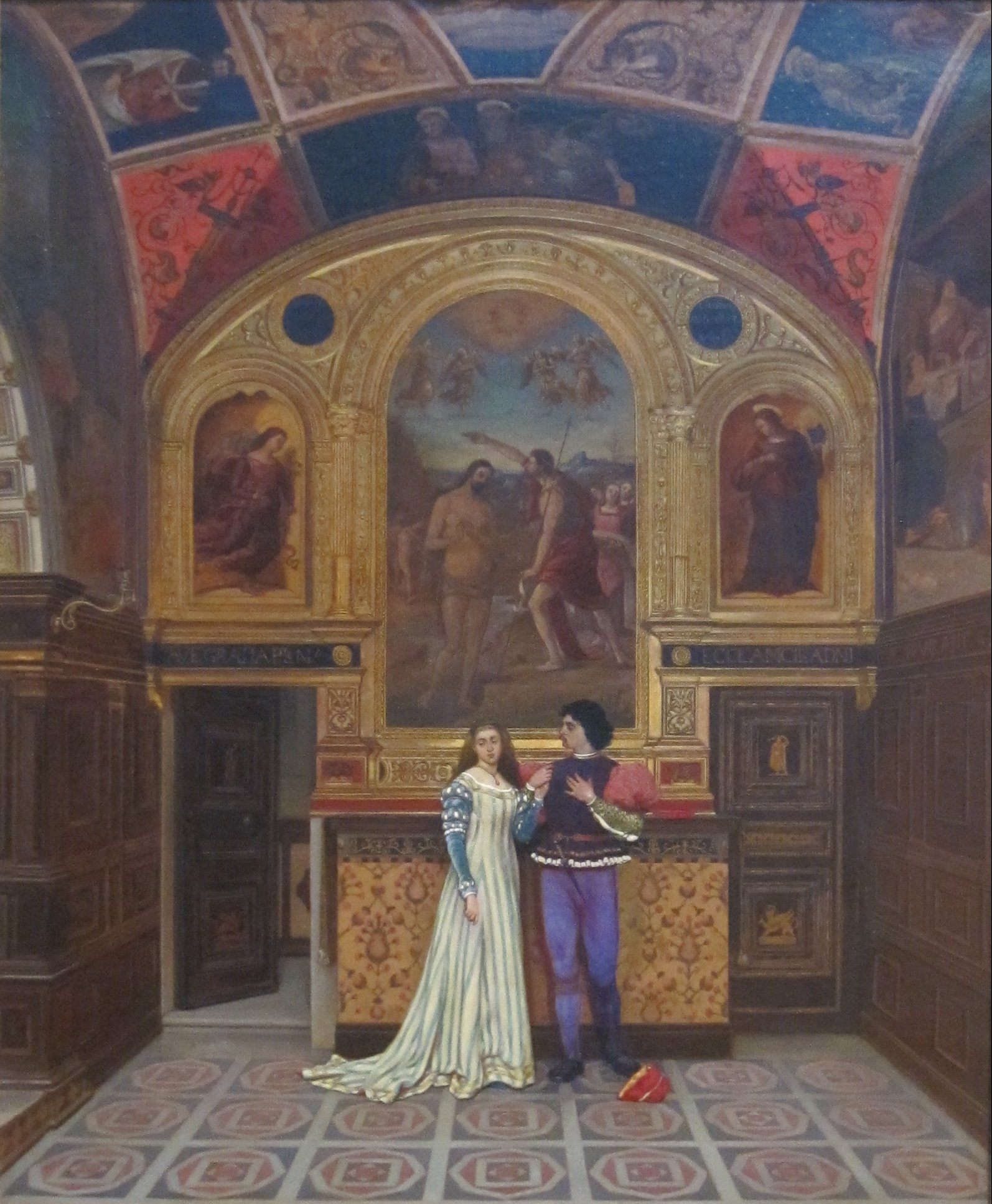
Ромео и Джульетта неизвестного европейского художника (ок. 1860-1870), Dayton Art Institute (США)

В 1515 году Венеция попросила Джироламо Саворньяна дель Монте, дядю и наставника Лючины, выдать девушку за Франческо Саворньян дель Торре — наследника реабилитированного предателя Антонио Саворньяна. Джироламо отказался, однако уже на следующий год соглашение о браке было подписано. Они стали жить вместе в 1517 году, а свадьбу отметили в 1522 году. У супругов родились два сына: Джованни (1518) и Никколо (1523).
Лючина скончалась в 1543 году.

## Прообраз Джульетты
В начале своей новеллы «Новонайденная история двух благородных влюблённых» (итал. Historia nuovamente ritrovata di due nobili amanti), написанной до 1524 года, Луиджи да Порто написал посвящение «прекрасной и изящной мадонне Лючине Саворньян», а в предисловии говорилось о легкомыслии и неверности женщин той эпохи. Луиджи увидел  шестнадцатилетнюю Лючину на балу и влюбился в неё, но из-за конфликта семей не мог жениться на девушке. Влюблённые оказались вовлечены в распри между семьями Струмиери и Замберлини в начале XVI века во Фриули. Результатом раздора стала резня на Жирный четверг.
Луиджи да Порто тяжело переживал разлуку с любимой, вышел в отставку и занялся литературной деятельностью. Врачуя раны души и тела на своей вилле в Монте-Вичентино, Луиджи писал историю о муках любви Ромео и Джульетты. Впоследствии Уильям Шекспир почерпнул из неё вдохновение для своей известной трагедии «Ромео и Джульетта».